# UIQ
UIQ（原名User Interface Quartz，水晶用户界面）是UIQ科技公司所有的基于Symbian操作系统的软件平台。UIQ的本质是一种用户界面层，为核心操作系统提供附加的组件，使开发第三方应用软件来扩充手机的功能成为可能。

## 各版本首发
- UIQ 2.0通过索尼爱立信P800首发。
- UIQ 3.0通过索尼爱立信P990首发。
- UIQ 3.1通过摩托罗拉RIZR Z8首发。
- UIQ 3.2通过摩托罗拉RIZR Z10首发。

## 收购史
索尼爱立信于2007年2月完成了对UIQ平台的收购。
摩托罗拉于2007年10月从索尼爱立信手中购得50%的UIQ平台股份。

## 采用UIQ 2的手机列表
索尼爱立信
- 索尼爱立信 P800 (UIQ 2.0)
- 索尼爱立信 P900 (UIQ 2.1)
- 索尼爱立信 P910 (UIQ 2.1)

摩托罗拉
- 摩托罗拉 A920 (UIQ 2.0)
- 摩托罗拉 A925 (UIQ 2.0)
- 摩托罗拉 A1000 (UIQ 2.1)
- 摩托罗拉 M1000 (UIQ 2.1)

明基
- 明基 P30 (UIQ 2.0)
- 明基 P31 (UIQ 2.1)

诺基亚
- 诺基亚 6708 (UIQ 2.1)

## 采用UIQ 3的手机列表
掌上電腦式的設計（類似掌上電腦）
- Sony Ericsson P1/Sony Ericsson P1i/P1c (UIQ 3.0)
- Sony Ericsson M600/Sony Ericsson M600i/M608c (UIQ 3.0)
- Sony Ericsson P990/Sony Ericsson P990i/P990c (UIQ 3.0)
- Sony Ericsson W950/Sony Ericsson W950i/W958c (UIQ 3.0)
- Sony Ericsson W960/Sony Ericsson W960i/W960c (UIQ 3.0)

混合型PDA/手機設計（直板手機可觸屏幕）
- Sony Ericsson G700 (UIQ 3.0)
- Sony Ericsson G900 (UIQ 3.0)

滑蓋設計
- Motorola RIZR Z8/Motorola Nahpohos Z8 (UIQ 3.1)
- Motorola RIZR Z10 (UIQ 3.2)

## 终止
根據Symbian基金會的決定，UIQ用戶平台已停止開發。